# كارليس كوتو
كارليس كوتو (بالإسبانية: Carles Coto) (11 فبراير 1988 بفيغيراس في إسبانيا - ) هو لاعب كرة قدم إسباني في مركز الوسط. شارك مع منتخب إسبانيا تحت 16 سنة لكرة القدم ومنتخب إسبانيا تحت 19 سنة لكرة القدم. أما مع النوادي، فقد لعب مع أنورثوسيس فاماغوستا وإشبيلية أتلتيكو ودينامو مينسك ورايو ماخاداهوندا ونادي إيرميس أراديبو ونادي بونيودكور ونادي دينامو تبليسي ونادي موسكرون ودوكسا كاتوكوبياس ‏ وBenidorm CF ‏ ونادي فولوس وSan Marino Calcio ‏ وأثنيكس أشنة ‏.

## روابط خارجية
- كارليس كوتو على موقع قاعدة بيانات كرة القدم.إي يو (الإنجليزية)
- كارليس كوتو على موقع Soccerway.com (الإنجليزية)
- كارليس كوتو على موقع عالم كرة القدم.نت (الإنجليزية)